# Pseudoneureclipsis ramosa
Pseudoneureclipsis ramosa är en nattsländeart som beskrevs av Georg Ulmer 1913. Pseudoneureclipsis ramosa ingår i släktet Pseudoneureclipsis och familjen fångstnätnattsländor. Inga underarter finns listade i Catalogue of Life.